# 冨田均
冨田 均（とみた ひとし、1946年8月27日 - ）は東京都出身のエッセイスト。都市歩行家を名乗っている。富田 均とも表記。 別名、吉武 藤（よしたけ とう）。

## 来歴
東京都荒川区尾久出身。荒川区立尾久西小学校、荒川区立荒川第七中学校を経て駒込学園高等学校を卒業。映画監督を志望し、アングラフィルムを5本ほど制作。1966年、『ガラスと鏡』によってモントリオール国際映画祭優秀賞受賞。なお、この作品には、東京日仏学院で冨田と知り合った東郷茂彦・東郷和彦兄弟が出演している。
テレビ制作を経て、立松和平たちと共に『早稲田文学』に参加。のち『東京徘徊』『私を愛した東京』『住所と日付のある東京風景』の東京三部作を完成。東京の露地や坂道、殊に道灌山一帯を喪山（もやま）と名付けてこよなく愛する。永井荷風の『日和下駄』に感動したことがきっかけで、毎日5時間は東京都内を散歩し続けている。

## 著書
- 東京徘徊 : 永井荷風『日和下駄』の後日譚 富田均 著 少年社 1979
- 聞書き・寄席末広亭 北村銀太郎 述,富田均 著 少年社 1980 のち平凡社ライブラリー
- 聞書き・寄席末広亭一代 北村銀太郎 述,富田均 著 少年社 1981　のち『続 聞書き・寄席末広亭』として平凡社ライブラリー
- 私を愛した東京 : 一名東京水景紀行 富田均 著 筑摩書房 1984
- 聞書き・寄席末広亭一代 : "大旦那"と芸人たちに呼ばれる新宿末広亭席主が語る明治東京人のダンディズム 北村銀太郎 述,富田均 著 少年社 1988
- 住所と日付のある東京風景 富田均 著 新宿書房 1989
- 東京の池 小沢信男, 富田均 著 作品社 1989
- 東京映画名所図鑑 富田均 著 平凡社 1992
- 乱歩「東京地図」 冨田均 著 作品社 1997
- 東京私生活 冨田均 著 作品社 2000
- 東京坂道散歩 : 坂道上れば昭和がみえた 冨田均 著 東京新聞出版局 2006
- 東京タワー物語 町田忍, 泉麻人, 曽野綾子, 開高健, 川本三郎, 佐藤江梨子, 綱島理友, 姫野カオルコ, 沢木耕太郎, 冨田均, 桐生五郎, 松山巖, 森達也, 原田宗典, 金井美恵子, 中沢新一 著 日本出版社 2008